# Gewone zwavelkop
De gewone zwavelkop (Hypholoma fasciculare, synoniem: Psilocybe fascicularis) of het dwergzwavelkopje  is een giftige paddenstoel die tot de familie Strophariaceae behoort.

## Kenmerken
Hoed
De hoed heeft een diameter van 2 tot 6 cm. De kleur is zwavelgeel met oranjebruin centrum. De top is iets donkerder, vaak getint met een bleke vosrood of oranjebruin. Er zijn vaak bleekgele tot donkerbruine schubjes (velumresten) aan de hoedrand. De vorm is aanvankelijk bolvormig, later plat uitgespreid, met een bult die vaak in het midden uitsteekt, soms is er ook een deuk.
Lamellen
De dicht op elkaar staande lamellen zijn eerst geelachtig, dan groenachtig en ten slotte olijfbruin van kleur en groeien wanneer ze rijp zijn. Soms zijn de paddenstoelen steriel, waarbij de lamellen in hun basiskleur heldergeel lijken.
Steel
De steel is 3 tot 10 cm lange, 4-10 mm dik, ; min of meer gelijk, of taps toelopend naar de basis, zwavelgeel met een zwakke ringzone en aan de voet oranjebruin. Van binnen is de steel hol.
Geur en smaak
De smaak is bitter.
Sporen

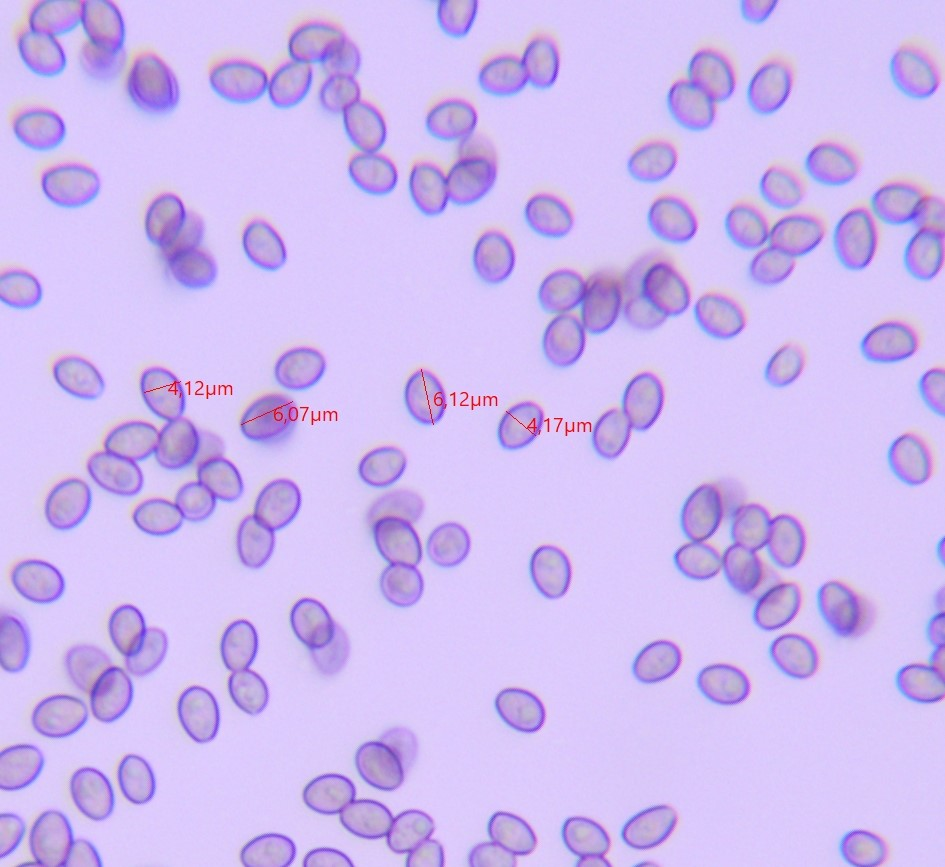
Sporen van de Gewone zwavelkop

De sporen zijn paarszwart van kleur. De sporen zijn 6-8 × 4-4,5 μm groot.

## Leefomgeving
De paddenstoel is in Nederland algemeen en groeit in dichte groepen aan de voet van loof- of naaldbomen in bossen of plantsoenen. Hij wordt vaker aangetroffen op rottend loofhout vanwege het lagere ligninegehalte van dit hout in vergelijking met naaldhout. Het is een saprofiet.

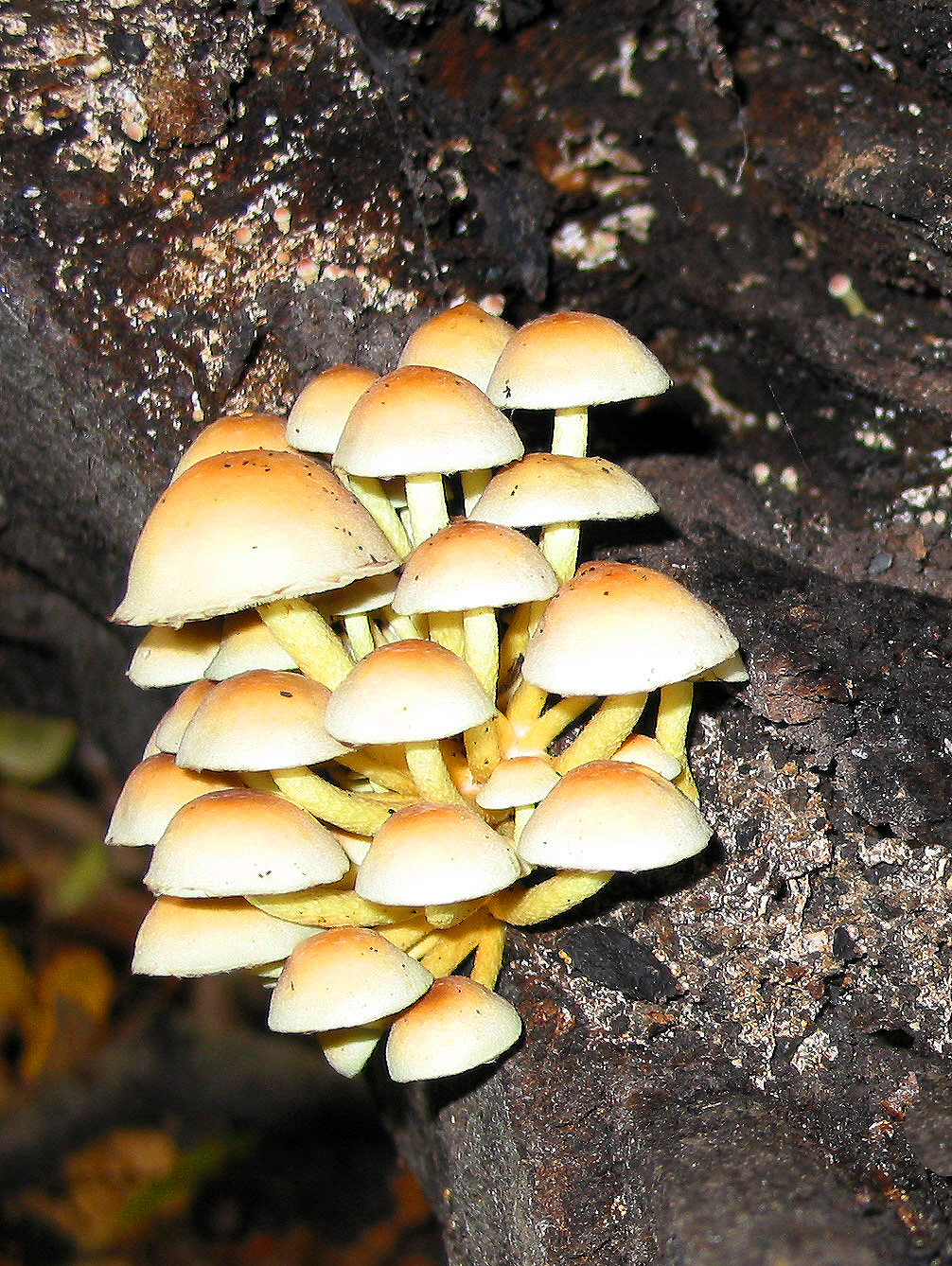

## Verspreiding
De soort is wijdverspreid en komt algemeen voor in Noord-Europa en Noord-Amerika. Er zijn ook waarnemingen bekend uit Iran en Oost-Anatolië in Turkije. In Nederland komt hij algemeen voor. Hij staat niet op de rode lijst en is niet bedreigd.

## Mycotoxine
De gewone zwavelkop smaakt zeer bitter en is zeer giftig. Na consumptie bij mensen ontstaan er na 5-10 uur klachten als diarree, misselijkheid, braken en flauwvallen. Ook zijn er gevallen bekend van verminderd gezichtsvermogen en verlamming. Na een aantal dagen verdwijnen meestal de bijwerkingen.

## Gelijkende soorten
De gewone zwavelkop kan makkelijk verwisseld worden met de eetbare dennenzwavelkop (Hypholoma capnoides) en het stobbezwammetje (Kuehneromyces mutabilis). 